# Salim, o Mágico
Salim, o Mágico é o 44º livro de autoria de Malba Tahan.
Lançado em 1970, o livro - uma fábula sobre a convivência pacífica entre diferentes religiões - faz uma sátira da situação política do Brasil dos anos 1960 e da ditadura militar.
Como todas as obras do autor, há também bastante referência à cultura árabe, como, por exemplo, quando ele fala sobre o camelo: “sem o precioso e inestimável auxílio do camelo, a vida na Península Arábica não seria possível; Meca, o santuário da Fé, inacessível para os peregrinos, ficaria esquecida, para além dos desertos, lá no fundo do Hedjaz; o Sudão, com suas riquezas, permaneceria, durante oito séculos, totalmente desconhecido, e todas as maravilhas do Saara, e das terras da Mongólia, ignoradas no rolar do tempo. Os árabes reconhecem tudo isso e, por tal motivo, honram e dignificam o camelo”.